# Daniel Lagache
Daniel Lagache, né le 3 décembre 1903 à Paris 9e et mort le 3 décembre 1972 à Ville-d'Avray, est un psychiatre et psychanalyste français.

## Biographie

### Formation
Daniel Lagache est admis à l’École normale supérieure en 1924, en même temps que Raymond Aron, Paul Nizan et Jean-Paul Sartre. Il mène à terme études de médecine et études de philosophie. Il est ainsi reçu troisième à l’agrégation de philosophie en 1928 et obtient son doctorat de médecine en 1934, devenant médecin des hôpitaux psychiatriques en 1935, puis chef de clinique auprès du neurologue Henri Claude en 1937. Il est introduit à la psychanalyse par Georges Dumas, professeur de psychologie à l'université de Paris, et entreprend une psychanalyse didactique entre 1933 et 1936, avec Rudolph Loewenstein, membre de la Société psychanalytique de Paris dont il est lui-même élu membre titulaire en 1937.

### Carrière universitaire
Il commence sa carrière comme maître de conférences en psychologie à l’université de Strasbourg (1937). Il soutient une thèse d'État en 1946 et est nommé professeur de psychologie à la Sorbonne en 1947, premier psychanalyste en poste dans cette faculté, puis professeur de psychopathologie en 1955. Il y crée notamment la première licence de psychologie et y fonde, en 1952, le laboratoire de psychologie sociale. 
Dans son enseignement, Lagache aborde les différents domaines de la psychologie, s’y montrant constamment soucieux de synthèse avec « une conception éclectique particulière », notamment dans sa leçon inaugurale professée à la Sorbonne le 28 novembre 1947, qu'il prolonge dans un ouvrage intitulé L’Unité de la psychologie (1949). D’abord d’inspiration phénoménologique, elle utilise largement les conceptions de Karl Jaspers, en particulier dans Les Hallucinations verbales et la parole (thèse de médecine, 1934) et dans La Jalousie amoureuse (thèse de lettres, 2 vol., 1947). Lagache conçoit la psychologie clinique « comme une discipline faisant la transition entre la psychologie expérimentale et la psychanalyse ». Il se réfère au béhaviorisme et aux théories de l’apprentissage (avec la statistique et l'expérimentation).

### Orientation psychanalytique
Après avoir été membre de la Société psychanalytique de Paris, il la quitte au moment de la scission de 1953, et participe avec Jacques Lacan à la fondation de la Société française de psychanalyse la même année. Des dissensions au sein de cette dernière, qui portent notamment sur des questions de formation et sur la reconnaissance par l'Association psychanalytique internationale, conduisent à la dissolution de la Société française de psychanalyse, et au dépôt des statuts de l'Association psychanalytique de France, dont Daniel Lagache est cofondateur et premier président, en 1964. Il contribue largement à la reconnaissance de l'Association psychanalytique de France par l'Association psychanalytique internationale, dès 1965.
Lagache oriente sa recherche dans une perspective freudienne et devient, à ce titre, une des personnalités du mouvement psychanalytique français. 
Ses rapports, publiés dans la revue La Psychanalyse, sur « Le Transfert » dans la cure psychanalytique (1952), sur « Psychanalyse et structure de la personnalité » (1961), sur « Fantaisie, réalité, vérité » (1963), ainsi que de très nombreux autres articles et communications, témoignent de son expérience clinique et de ses recherches approfondies en psychanalyse.

### Activités éditoriales
Fondateur et directeur d’une collection intitulée Bibliothèque de psychanalyse et de psychologie clinique, Daniel Lagache est l’animateur du projet du Vocabulaire de la psychanalyse (1967), rédigé sous sa direction scientifique par Jean Laplanche et Jean-Bertrand Pontalis,. Il chercha également à introduire les conceptions freudiennes dans la discipline nouvelle de la « psychologie sociale », et dans la criminologie, consacrant plusieurs études à la criminogenèse. Son influence reste encore assez grande en psychopathologie et psychanalyse françaises contemporaines, notamment dans les milieux universitaires.
Il meurt à Ville d'Avray le 3 décembre 1972.

## Publications
- La Psychanalyse, Paris : PUF, 2005, coll. « Que sais-je ? »  (ISBN 2130547818)
- La Jalousie amoureuse, PUF-Quadrige, 1997  (ISBN 2130399444)
- L'Unité de la Psychologie, PUF-Quadrige, 2004  (ISBN 2130545483)
- Hallucinations verbales et travaux cliniques, t. 1, PUF, 1977  (ISBN 2130347584)
- Le Psychologue et le criminel, t. 2, PUF, 1979  (ISBN 2130357563)
- Le Transfert et autres textes psychanalytiques, t. 3, PUF, 1980  (ISBN 2130363806)
- L'Agressivité structure de personnalité, t. 4, PUF, 1982  (ISBN 2130374239)
- De la fantaisie à la sublimation t. 5, PUF, 1984  (ISBN 2130381294)
- La Folle du logis. La psychanalyse comme science exacte in Œuvres, t. 6, PUF, 1986